# Afromorgus niloticus
Afromorgus niloticus är en skalbaggsart som beskrevs av Edgar von Harold 1872. Afromorgus niloticus ingår i släktet Afromorgus och familjen knotbaggar. Utöver nominatformen finns också underarten A. n. desertorum.